# Dolichomitus scutellaris
Dolichomitus scutellaris är en stekelart som först beskrevs av Thomson 1877.  Dolichomitus scutellaris ingår i släktet Dolichomitus och familjen brokparasitsteklar. Arten är reproducerande i Sverige. Inga underarter finns listade i Catalogue of Life.